# Gaël Givet
Gaël Givet (Arlés, 9 de octubre de 1981) es un exfutbolista francés que jugaba como defensa central o como lateral izquierdo. Su último club fue el Tours FC francés.
Gael Givet salió del equipo Athlétic Club Arlésien. En 2001, Givet sale del centro de formación del AS Mónaco, y firma su primer contrato profesional con 18 años. Durante su primera temporada el únicamente juega un partido en la Ligue 1. En 2002, él se empieza a imponer en el costado izquierdo de la defensa monegasca. A continuación cn la llegada de Patrice Evra, Givet es desplazado al centro al lado de Sébastien Squillaci, y compitiendo con Julien Rodríguez. Él consigue entonces la Copa de la Ligue. En 2004, obtiene una plaza de titular, y llega con su equipo a la final de la Liga de Campeones.
Este es el inicio de Gael Givet, después de conocer su primera convocatoria con la selección contra Bosnia en Rennes, Givet obtiene el brazalete de capitán del Mónaco, suceciendo al traspasado Ludovic Giuly. Después de la temporada 2005-06, él es uno de los pocos jugadores monegascos que actúan a su nivel y es lógicamente convocado para participar en la Copa del Mundo 2006.
Él conoce a continuación el debut difícil de la temporada por la imagen de su equipo en 2006 (fuera de los puestos de clasificación para Europa, eliminación rápida en la Copa de la Liga). Él es generalmente alineado como defensa central con una de las incorporaciones del club en verano, Fabian Bolivar.
Al final de la temporada 2006-07 deja el AS Mónaco por 5 millones de euros y ficha para 4 años con el Olympique de Marsella.
Posteriormente militó en las filas del Blackburn Rovers inglés en la Premier League, club al que fue traspasado en el mercado de 2008.
Actualmente se encuentra jugando por el Athlétic Club Arles-Avignon, conjunto que se encuentra en la Ligue 2.

## Selección nacional
Ha sido internacional con la selección de fútbol de Francia en la Copa Mundial de Fútbol de 2006.

### Participaciones en Copas del Mundo
| Mundial                        | Sede     | Resultado  |
| ------------------------------ | -------- | ---------- |
| Copa Mundial de Fútbol de 2006 | Alemania | Subcampeón |

## Clubes
| Club                        | País       | Año         | Partidos | Goles |
| AS Mónaco                   | Francia    | 2000 - 2007 | 178      | 8     |
| Olympique de Marsella       | Francia    | 2007 - 2008 | 29       | 0     |
| Blackburn Rovers            | Inglaterra | 2009 - 2013 | 102      | 3     |
| Athlétic Club Arles-Avignon | Francia    | 2013 -      | 27       | 1     |